# SN 2005G
SN 2005G – supernowa typu Ia odkryta 14 stycznia 2005 roku w galaktyce UGC 8690. W momencie odkrycia miała maksymalną jasność 16,50m.